# Morfologia reprodutiva das plantas

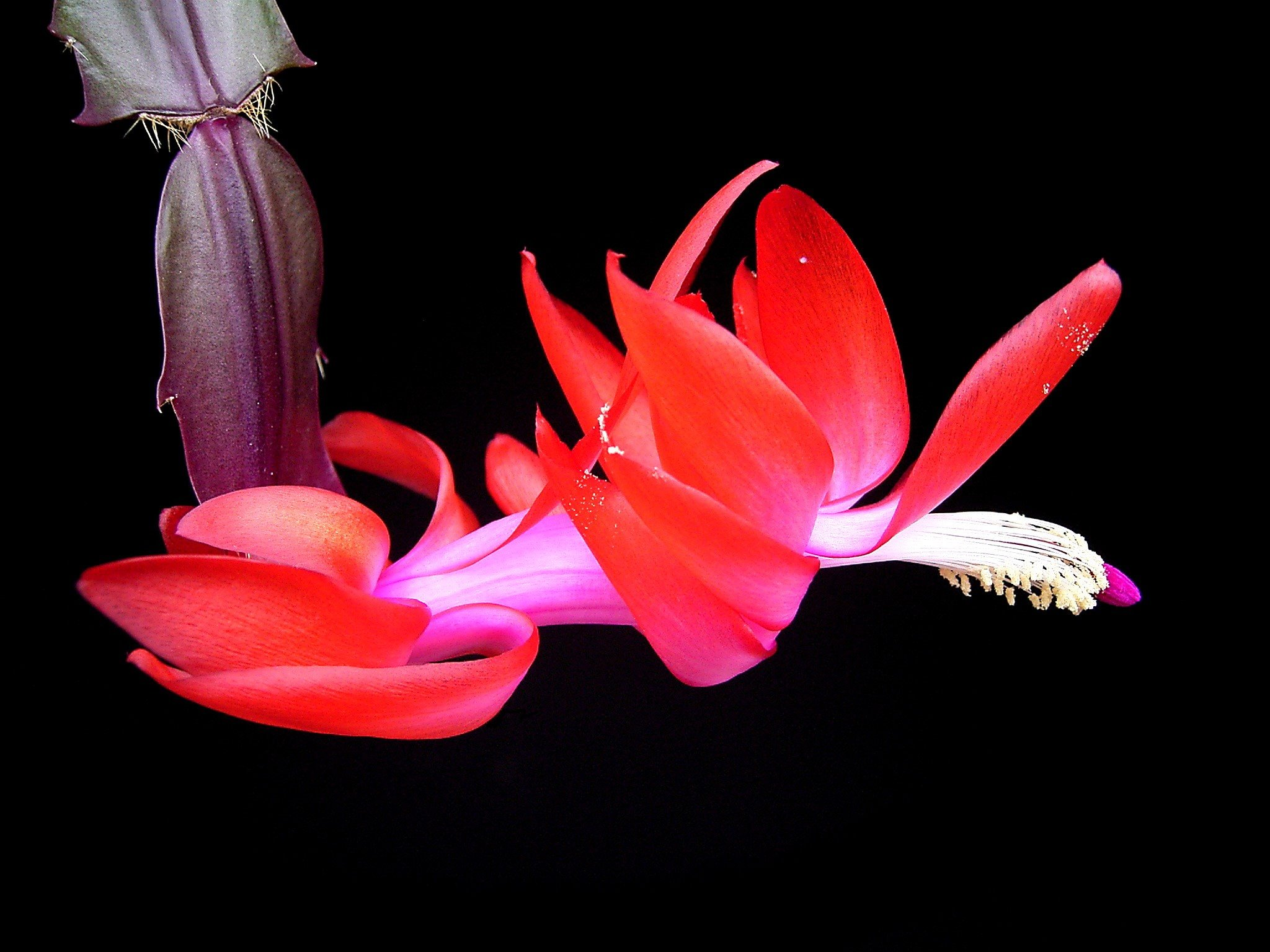
Grande plano de uma flor de Schlumbergera, mostrando partes do gineceu (o estigma e parte do estilete são visíveis) o os estames que o circundam.

Morfologia reprodutiva das plantas é a disciplina da morfologia vegetal que se centra na descrição da forma física e da estrutura funcional das partes da planta que direta ou indiretamente intervêm nos processos de reprodução sexual. O campo de estudo da disciplina é vasto, pois as flores são, entre todos os organismos vivos, as estruturas reprodutivas com morfologia mais variada, com a correspondente variabilidade de métodos de reprodução. Também as plantas que não produzem flor (musgos, hepáticas, anterocerófitos, fetos e gimnospérmicas tais como as coníferass) também têm interações complexas entre a adaptação morfológica e os fatores ambientais na sua reprodução sexual. O sistema reprodutivo, ou seja a forma como o esperma de uma planta fertiliza o óvulo de outra, depende da morfologia reprodutiva da espécie e é o determinante mais importante da estrutura genética das populações de plantas não clonais. Christian Konrad Sprengel (1793) estudou a reprodução das plantas com flor e pela primeira vez demonstrou que o processo de polinização envolve concomitantemente a interação de componentes bióticos e abióticos. As teorias de Charles Darwin de seleção natural fundaram-se nos trabalhos anteriores sobre reprodução vegetal para construir a teoria da evolução, que inclui a análise da co-evolução das flores e dos insetos polinizadores.